# Аксай — Гудермес — Грозний
Аксай — Гудермес — Грозний — трубопровід у Передкавказзі, який закільцьовує систему газопроводів Чечні.
Ще у 1950-х роках до столиці Чечні подали блакитне паливо по газопроводу Ставрополь — Моздок — Грозний. В подальшому Моздок перетворився на великий газотранспортний хаб, від якого, зокрема, прямує трубопровід Моздок — Казі-Магомед. Останній на своєму шляху до Дагестану проходить через північні райони Чечні, де з 1988-го до нього стала можлива подача ресурсу середньоазійського походження із газопроводу Макат — Північний Кавказ. З урахуванням такої конфігурації вирішили створити другий маршрут подачі природного газу до Грозного із одночасною газифікацією східних районів Чечні. Траса введеного у тому ж 1988 році газопроводу починається від трубопроводу Моздок — Казі-Магомед в районі дагестанського селища Аксай та прямує на захід до Грозного через чеченські міста Гудермес та Аргун.
Довжина газопроводу Аксай — Грозний на території Чечні становить 58 км. Він виконаний в діаметрах труб 820 мм (8 км), 720 мм (30 км) та 530 мм (20 км) і розрахований на робочий тиск у 4 МПа, що має забезпечувати пропускну здатність у 12 млн м3 на добу.
В 2011-му на одній з ділянок маршруту додатково проклали лупінг довжиною 11 км та діаметром 820 мм.